# Бурури
Бурури је град који се налази у јужном делу Бурундија. Он је главни град Бурури провинције и 2007. је имао око 20.000 становника.
Град се налази на 1836 m надморске висине.